# Erkan Bektaş
Erkan Bektaş (Ankara, 11 de marzo de 1972) es un actor y actor de doblaje turco, conocido por interpretar el papel de Abdülkadir Keskin en la serie Bir Zamanlar Çukurova.

## Biografía
Erkan Bektaş nació el 11 de marzo de 1972 en Ankara (Turquía), tiene una hermana menor llamada Serap y además de actuar también se ocupa del teatro y el doblaje.

## Carrera
Erkan Bektaş completó su educación primaria y secundaria en Ankara y se graduó en actuación en la facultad de idiomas, historia y geografía de la Universidad de Ankara. A lo largo de su carrera teatral ha trabajado en diferentes lugares como el teatro Ercan Yazgan - Bülent Kayabaş, el teatro Tempo, el teatro Oyun Atölyesi, el Studio Actors, el teatro Oyunevi y el teatro Seyirlik. También ha actuado en series de televisión, dirigido y doblado personajes en películas y series de televisión. En 2010 fundó el teatro Baykuş.
En 2003 prestó su voz en la serie emitida en Show TV Kurtlar Vadisi. Al año siguiente, en 2004, protagonizó la película para televisión Aci Kin dirigida por Ahmet Sönmez. En 2005 y 2006 interpretó el papel de Salih en la serie de Kanal D Ihlamurlar Altında. En 2006 debutó en el cine con el papel de Gesham en la película Fay Grim dirigida por Hal Hartley. Ese mismo año participó en el elenco de la serie emitida en Kanal D Esir Kalpler, en el papel de Ali Riza.
En 2007 y 2008 prestó su voz al personaje de Murat Çobangil en la serie emitida en Samanyolu TV Tek Türkiye. En 2008 interpretó el papel de Haydar en la película Baska Semtin Çocuklari dirigida por Aydin Bulut. En 2009 interpretó el papel de Cemal en la serie emitida en Star TV Kül ve Ateş y el papel del abogado en la serie emitida en TRT 1 Bahar Dallari. En el mismo año participó en el reparto de la película Bornova Bornova dirigida por Inan Temelkuran, en el papel de Murat. En 2010 prestó su voz en la serie emitida en Samanyolu TV Şefkat Tepe.
En 2010 y 2011 consiguió el papel de Yavuz Moran en la serie emitida en ATV Aşk ve Ceza  En 2011 interpretó el papel de Tahsin en la película Kaledeki Yalnizlik dirigida por Volga Sorgu y el papel de Cezmi en la película Geriye Kalan dirigida por Çigdem Vitrinel. En el mismo año participó en el elenco de la serie emitida en Star TV Muhteşem Yüzyıl, en el papel de Kalender Çelebi y en la serie emitida en TRT 1 Leyla ile Mecnun, en el papel de capitano de la nave espacial y doblado en la serie emitida en ATV Kızım Nerede? y en la película God's Faithful Servant: Barla dirigida por Orhan Öztürk Esin. En 2011 y 2012 se unió al elenco de la serie de Star TV Tek Basimiza, interpretando el papel de Emrullah. En 2012 interpretó el papel de Kürsat en la serie emitida en TRT 1 Böyle Bitmesin. En el mismo año apareció en la serie emitida en Star TV Ağır Roman Yeni Dünya.
De 2012 a 2014 consiguió el papel de Mustafa en la serie emitida en ATV y Show TV Benim İçin Üzülme. En 2013 y 2014 fue elegido como Naser en la serie emitida en Show TV Adını Kalbime Yazdım y el papel de Yavuz en la serie emitida en Fox Umutsuz Ev Kadınları. En 2014 interpretó el papel de Sacit en la película Sag Salim 2: Sil Bastan dirigida por Ersoy Güler. En el mismo año apareció en la serie emitida en ATV Yasak. En 2015 formó parte del elenco de la serie emitida en Star TV Serçe Sarayı, en el papel de Deli Mahir.
De 2016 a 2018 fue elegido para interpretar el papel de Ateş en la serie emitida en ATV Eşkıya Dünyaya Hükümdar Olmaz. En 2017 protagonizó la película para televisión emitida en TV8 Bir Kahramanin Rüyasi dirigida por Aydin Bulut. Al año siguiente, en 2018, consiguió el papel de Timur Gür  en la serie emitida en Star TV Börü. En el mismo año protagonizó el cortometraje And Me dirigido por Yaren Zara Berg.
En 2018 y 2019 interpretó el papel de Eyüp Taşkın en la serie emitida en Show TV Gülperi. En 2021 interpretó el papel de Kemal en la serie emitida en ATV Akıncı. En el mismo año fue incluido en el elenco de la película Akif dirigida por Sadullah Sentürk, en el papel de Kuşçubaşı Eşref.
En 2021 y 2022 fue elegido para interpretar el papel de Abdülkadir Keskin en la serie emitida en ATV Bir Zamanlar Çukurova, junto a los actores Hilal Altınbilek, Kerem Alışık, Furkan Palalı, İbrahim Çelikkol, Sibel Taşçıoğlu, İlayda Çevik, Ergün Metin y Altan Gördüm. En 2022 interpretó el papel del sargento Bekir en la película Âşıklar Bayramı dirigida por Özcan Alper y el papel de Hasan en la película Kar ve Ayi dirigida por Selcen Ergun y actuó en las películas Bugday Tanesi dirigida por Dogan Ümit Karaca y en Ali Çevlik dirigida por Mahmut Baldemir.
En 2022 y 2023 consiguió el papel de Habtor Bin Said en la serie emitida en Show TV Sipahi. En 2023 y 2024 interpretó el papel de Vural Bakırcıoğlu en la serie emitida en ATV Safir. En 2024 interpretó el papel de Osman en la película Son Dilek dirigida por Melek Öztürk y apareció en la película Hükümet Bey dirigida por Fatih Yildirim. En el mismo año se unió al elenco de la serie web de Prime Video Düğüm.

## Vida privada
Erkan Bektaş estuvo casado con la actriz Çiçek Acar, con quien tuvo un hijo llamado Umut Acar Bektaş, nacido en 2009.

## Filmografía

### Actor

#### Cine
| Año  | Título                  | Personaje       | Director          |
| ---- | ----------------------- | --------------- | ----------------- |
| 2006 | Fay Grim                | Gesham          | Hal Hartley       |
| 2008 | Baska Semtin Çocuklari  | Haydar          | Aydin Bulut       |
| 2009 | Bornova Bornova         | Murat           | Inan Temelkuran   |
| 2011 | Kaledeki Yalnizlik      | Tahsin          | Volga Sorgu       |
| 2011 | Geriye Kalan            | Cezmi           | Çigdem Vitrinel   |
| 2014 | Sag Salim 2: Sil Bastan | Sacit           | Ersoy Güler       |
| 2021 | Akif                    | Kuşçubaşı Eşref | Sadullah Sentürk  |
| 2022 | Âşıklar Bayramı         | Sargento Bekir  | Özcan Alper       |
| 2022 | Kar ve Ayi              | Hasan           | Selcen Ergun      |
| 2022 | Bugday Tanesi           |                 | Dogan Ümit Karaca |
| 2022 | Ali Çevlik              | Mahmut Baldemir |                   |
| 2024 | Son Dilek               | Osman           | Melek Öztürk      |
| 2024 | Hükümet Bey             |                 | Fatih Yildirim    |

#### Televisión
| Año       | Título                        | Personaje                    | Cadeña  | Cadeña  | Notas                                              |
| --------- | ----------------------------- | ---------------------------- | ------- | ------- | -------------------------------------------------- |
| 2004      | Aci Kin                       |                              |         |         | Película para televisión dirigida por Ahmet Sönmez |
| 2005-2006 | Ihlamurlar Altında            | Salih                        | Kanal D | Kanal D | 39 episodios                                       |
| 2009      | Esir Kalpler                  | Ali Riza                     | Kanal D | Kanal D | 4 episodios                                        |
| 2009      | Kül ve Ateş                   | Cemal                        | Star TV | Star TV |                                                    |
| 2009      | Bahar Dallari                 | Abogado                      | TRT 1   | TRT 1   |                                                    |
| 2010-2011 | Aşk ve Ceza                   | Yavuz Moran                  | ATV     | ATV     | 39 episodios                                       |
| 2011      | Leyla ile Mecnun              | Capitano de la nave espacial | TRT 1   | TRT 1   | 2 episodios                                        |
| 2011      | Muhteşem Yüzyıl               | Kalender Çelebi              | Star TV | Star TV | 1 episodio                                         |
| 2011-2012 | Tek Basimiza                  | Emrullah                     | Star TV | Star TV | 8 episodios                                        |
| 2012      | Böyle Bitmesin                | Kürsat                       | TRT 1   | TRT 1   |                                                    |
| 2012      | Ağır Roman Yeni Dünya         |                              | Star TV | Star TV | 10 episodios                                       |
| 2012-2014 | Benim İçin Üzülme             | Mustafa                      | ATV     | Show TV | 55 episodios                                       |
| 2013-2014 | Adını Kalbime Yazdım          | Naser                        | Show TV | Show TV | 24 episodios                                       |
| 2013-2014 | Umutsuz Ev Kadınları          | Yavuz                        | Fox     | Fox     | 40 episodios                                       |
| 2014      | Yasak                         |                              | ATV     | ATV     | 1 episodio                                         |
| 2015      | Serçe Sarayı                  | Deli Mahir                   | Star TV | Star TV | 13 episodios                                       |
| 2016-2018 | Eşkıya Dünyaya Hükümdar Olmaz | Ateş                         | ATV     | ATV     | 100 episodios                                      |
| 2017      | Bir Kahramanin Rüyasi         |                              | TV8     | TV8     | Película para televisión dirigida por Aydin Bulut  |
| 2018      | Börü                          | Timur Gür                    | Star TV | Star TV | 2 episodios                                        |
| 2018-2019 | Gülperi                       | Eyüp Taşkın                  | Show TV | Show TV | 16 episodios                                       |
| 2021      | Akıncı                        | Kemal                        | ATV     | ATV     | 20 episodios                                       |
| 2021-2022 | Bir Zamanlar Çukurova         | Abdülkadir Keskin            | ATV     | ATV     | 39 episodios                                       |
| 2022-2023 | Sipahi                        | Habtor Bin Said              | Show TV | Show TV | 8 episodios                                        |
| 2023-2024 | Safir                         | Vural Bakırcıoğlu            | ATV     | ATV     | 26 episodios                                       |

#### Web TV
| Año  | Título | Personaje | Plataforma  |
| ---- | ------ | --------- | ----------- |
| 2024 | Düğüm  | İrfan     | Prime Video |

#### Cortometrajes
| Año  | Título | Director        |
| ---- | ------ | --------------- |
| 2018 | And Me | Yaren Zara Berg |

### Doblador

#### Cine
| Año  | Título                        | Director          |
| ---- | ----------------------------- | ----------------- |
| 2011 | God's Faithful Servant: Barla | Orhan Öztürk Esin |

#### Televisión
| Año       | Título         | Personaje      | Cadeña       | Notas        |
| --------- | -------------- | -------------- | ------------ | ------------ |
| 2003      | Kurtlar Vadisi |                | Show TV      | 3 episodios  |
| 2007-2008 | Tek Türkiye    | Murat Çobangil | Samanyolu TV | 15 episodios |
| 2010      | Şefkat Tepe    |                | Samanyolu TV |              |
| 2011      | Kızım Nerede?  | ATV            | 2 episodios  |              |

## Teatro
| Año  | Título                                        | Autor               | Teatro          |
| ---- | --------------------------------------------- | ------------------- | --------------- |
|      | Son Gülen İyi Gülermiş                        |                     |                 |
| 2004 | Kesme Şeker                                   | Oyun Atölyesi       |                 |
| 2004 | Döne Döne                                     | Werner Schwab       | Teatro Oyunevi  |
| 2006 | Azizname                                      | Aziz Nesin          | Teatro Seyirlik |
| 2010 | Gece O Kadar Kirliydi Ki İkisi De Kayboldular | Plinio Marcos       | Teatro Baykuş   |
| 2012 | Macbeth                                       | William Shakespeare | Teatro Pangar   |